# Miss Armenien
Miss Armenien (armenisch: Միսս Հայաստան, Miss Hayastan) ist ein jährlicher nationaler Schönheitswettbewerb für unverheiratete Frauen in Armenien. Er wird seit 1996 von der Model-Agentur Ardani.Net veranstaltet. Die Gewinnerinnen und Finalistinnen nehmen (bzw. nahmen zeitweilig) an internationalen Wettbewerben wie Miss Universe, Miss Europe, Miss GUS, Miss Transkaukasien und Miss Asia Pacific teil.

## Die Siegerinnen
| Jahr          | Name                  | Armenische Form        |
| ------------- | --------------------- | ---------------------- |
| 1996          | Karine Khachatrian    | Կարինե Խաչատրյան       |
| 1997          | Angelina Babajanyan   | Անգելինա Բաբաջանյան    |
| 1998          | Gohar Harutunyan      | Գոհար Հարությունյան    |
| 1999          | nicht ausgetragen     | nicht ausgetragen      |
| 2000          | Kristina Babayan      | Քրիստինա Բաբայան       |
| 2001          | Irina Tovmasyan       | Իրինա Թովմասյան        |
| 2002          | nicht ausgetragen     | nicht ausgetragen      |
| 2003          | Lusine Tovmasyan      | Լուսինե Թովմասյան      |
| 2004 und 2005 | nicht ausgetragen     | nicht ausgetragen      |
| 2006          | Marina Vardanyan      | Մարինա Վարդանյան       |
| 2007          | Margarita Sarukhanyan | Մարգարիտա Սարուխանյանը |

Zur Schreibweise der Namen: Die Form in lateinischer Schrift entstammt der offiziellen Webseite, die in armenischer Schrift dem Artikel in der armenischen Wikipedia.